# Michał Górski (polityk)
Michał Górski (ur. 9 lipca 1939 w Bystrej, zm. 5 sierpnia 1992) – polski polityk, samorządowiec, poseł na Sejm X kadencji.

## Życiorys
Ukończył w 1965 studia w Wyższej Szkole Rolniczej w Lublinie. Pracował jako nauczyciel w Technikum Rolniczym w Dowspudzie. Działał w Związku Młodzieży Wiejskiej, Związku Nauczycielstwa Polskiego i Zjednoczonym Stronnictwie Ludowym.
W październiku 1981 objął stanowisko naczelnika gminy Raczki, jednak już w grudniu tego roku, po wprowadzeniu stanu wojennego został zawieszony przez wojskowego komisarza. Na skutek protestów lokalnych rolników i sporządzonej przez nich petycji powrócił do pełnienia tej funkcji. Bez powodzenia usiłowano usunąć go ze stanowiska ponownie pięć lat później, uzyskał wówczas poparcie Gminnej Rady Narodowej. W 1990 po reaktywacji samorządu terytorialnego rada gminy powołała go na urząd wójta.
Rok wcześniej Michał Górski uzyskał mandat na Sejm kontraktowy z ramienia ZSL w okręgu suwalskim, na koniec kadencji należał do Polskiego Stronnictwa Ludowego. W 1991 nie ubiegał się o reelekcję.
W 1986 odznaczony Złotym Krzyżem Zasługi.